# جيمس هوغن (رائد أعمال)
جيمس هوغن (بالإنجليزية: James Hogan)‏ هو رائد أعمال أسترالي، ولد في 28 نوفمبر 1956 في ملبورن في أستراليا.

## وصلات خارجية
- الموقع الرسمي